# Günther Beckstein
Günther Beckstein, né le 23 novembre 1943 à Hersbruck, est un homme politique allemand membre de l'Union chrétienne-sociale en Bavière (CSU).
Il est élu pour la première fois député au Landtag de Bavière en 1974, trois ans après avoir obtenu son diplôme d'avocat. Il se spécialise assez rapidement dans le domaine de la sécurité publique et devient, en 1988, secrétaire d'État au ministère de l'Intérieur, sous la direction d'Edmund Stoiber. Quand ce dernier succède à Max Streibl au poste de ministre-président en 1993, il le choisit pour le remplacer comme ministre de l'Intérieur. En 2001, il est même promu au poste de vice-ministre-président.
Fidèle de Stoiber, conservateur et partisan d'une politique sécuritaire dure, il prend la tête du gouvernement bavarois à la suite de la démission de Stoiber, en 2007, deux ans après avoir fait figure de favori pour le remplacer au cas où il serait nommé ministre fédéral de l'Économie. En cette qualité, il est choisi pour mener la CSU aux élections régionales de 2008, qui se soldent par une victoire du parti sans majorité absolue, une première depuis 1962. Il renonce alors à se succéder comme chef du gouvernement mais conserve son siège de député régional.

## Éléments personnels

### Formation et carrière
Il achève ses études secondaires en passant son Abitur à Nuremberg en 1962, puis suit des études supérieures de droit à l'université Friedrich-Alexander d'Erlangen-Nuremberg et à l'université Louis-et-Maximilien de Munich. Il travaille comme avocat entre 1971 et 1978 et depuis 2008, et obtient en 1975 un doctorat de droit pénal.

### Vie privée
Il est marié depuis 1973 avec Marga Beckstein, née Weber en 1945. Ensemble, ils ont eu trois enfants : Ruth, Frank et Martin. Beckstein est de confession luthérienne, et un membre actif de son Église. Il réside avec son épouse dans le quartier de Langwasser, à Nuremberg.

## Parcours politique

### Activité militante
Membre de l'Union chrétienne-sociale en Bavière (CSU) et de la Junge Union (JU), l'organisation de jeunesse commune de la CDU/CSU, il a été président de la JU dans le district de Nuremberg-Fürth entre 1973 et 1978. Il a ensuite été élu vice-président de la section CSU dans la région de Nuremberg-Fürth-Schwabach, avant d'en prendre la présidence en 1991. Il y a renoncé en 2008 au profit de Markus Söder.
Il a en outre siégé au comité directeur du parti, et présidé son groupe de travail sur la police durant douze ans à compter de 1980. Il en est devenu président d'honneur par la suite.

### Débuts institutionnels
En 1974, il est élu député au Landtag de Bavière, où il prend quatre ans plus tard la présidence de la commission parlementaire de la Sécurité publique. Il se présente en 1987 aux élections municipales à Nuremberg, mais est défait au second tour par le bourgmestre social-démocrate sortant Peter Schönlein. Il obtient un an plus tard un poste de vice-président du groupe CSU au Landtag, qu'il n'occupe que quelques mois.
En effet, à la suite de l'élection de Max Streibl au poste de ministre-président le 19 octobre 1988 et de la nomination d'Edmund Stoiber comme ministre de l'Intérieur, il est choisi par ce dernier pour être secrétaire d'État au sein de son département ministériel. Quand Stoiber remplace Streibl à la présidence du gouvernement régional le 28 mai 1993, il désigne Günther Beckstein pour occuper les fonctions de ministre de l'Intérieur de Bavière, à compter du 17 juin.

### Ministre de l'Intérieur (1993 - 2007)
Très critique de la politique mise en place par la coalition rouge-verte fédérale, arrivée au pouvoir en 1998, en matière de lutte contre le terrorisme et de maintien de la sécurité publique, il a reçu le surnom de « jumeau noir de Schily » », dans la mesure où il poursuivait les mêmes buts qu'Otto Schily, ministre fédéral de l'Intérieur. Il se montre ainsi partisan d'une politique très ferme en matière de lutte contre la délinquance, appelant à une plus grande punition du vandalisme, et se montre favorable à une plus grande utilisation de la vidéosurveillance, de la biométrie et du fichage génétique des délinquants. Il s'est en outre dit favorable au déploiement de l'armée fédérale sur le sol allemand, s'opposant en cela au Parti libéral-démocrate (FDP). Il a enfin affirmé à plusieurs reprises son opposition très ferme aux jeux vidéo violents, qu'il considère comme responsable des violences et tueries commises par des jeunes en Allemagne.

### Vice-ministre-président (2001 - 2007)
Du fait de la démission de Barbara Stamm le 30 juin 2001, il est promu vice-ministre-président de Bavière, devenant de ce fait le numéro deux du gouvernement. Cette situation fait de lui l'un des favoris, avec Erwin Huber, chef de la chancellerie régionale, pour remplacer Stoiber lorsque, en 2005, celui-ci avait été annoncé comme futur ministre fédéral de l'Économie dans la grande coalition d'Angela Merkel.
Un vote interne à la CSU devait les départager, mais la décision du ministre-président de ne pas quitter ce poste, annoncée le 1er novembre, a mis fin à la procédure de succession. Élu député au Bundestag lors des élections fédérales du 18 septembre, il renonce à son mandat le 23 novembre, le lendemain de l'investiture de Merkel. Il a en outre fait partie de l'équipe de campagne (Kompetenzteam) de Stoiber, candidat à la chancellerie aux élections fédérales de 2002, en tant que futur ministre fédéral de l'Intérieur.
Il a reçu le 10 juillet 2006 le « Jerusalem Award » de l’Organisation sioniste mondiale et de l’Organisation sioniste d’Allemagne pour sa contribution à ce que les juifs d’Allemagne puissent vivre en sécurité et en paix. Lors de son discours de réception du prix, il qualifie les juifs de « cinquième peuple de Bavière » à côté des Bavarois, des Franconiens, des Souabes, et des expulsés et réfugiés de 1945.

### Ministre-président (2007 - 2008)
Le 18 janvier 2007, Edmund Stoiber, de plus en plus critiqué, annonce qu'il démissionnera avant la fin de l'année de la direction du gouvernement et de la CSU. À la suite d'un vote du groupe CSU au Landtag de Bavière en juin 2007, le ministre de l'Intérieur est choisi pour lui succéder à la tête du Land. Günther Beckstein est officiellement investi ministre-président le 9 octobre par 122 voix sur 178. Le nouveau président du parti, Erwin Huber, siège au sein de son cabinet comme ministre des Finances.

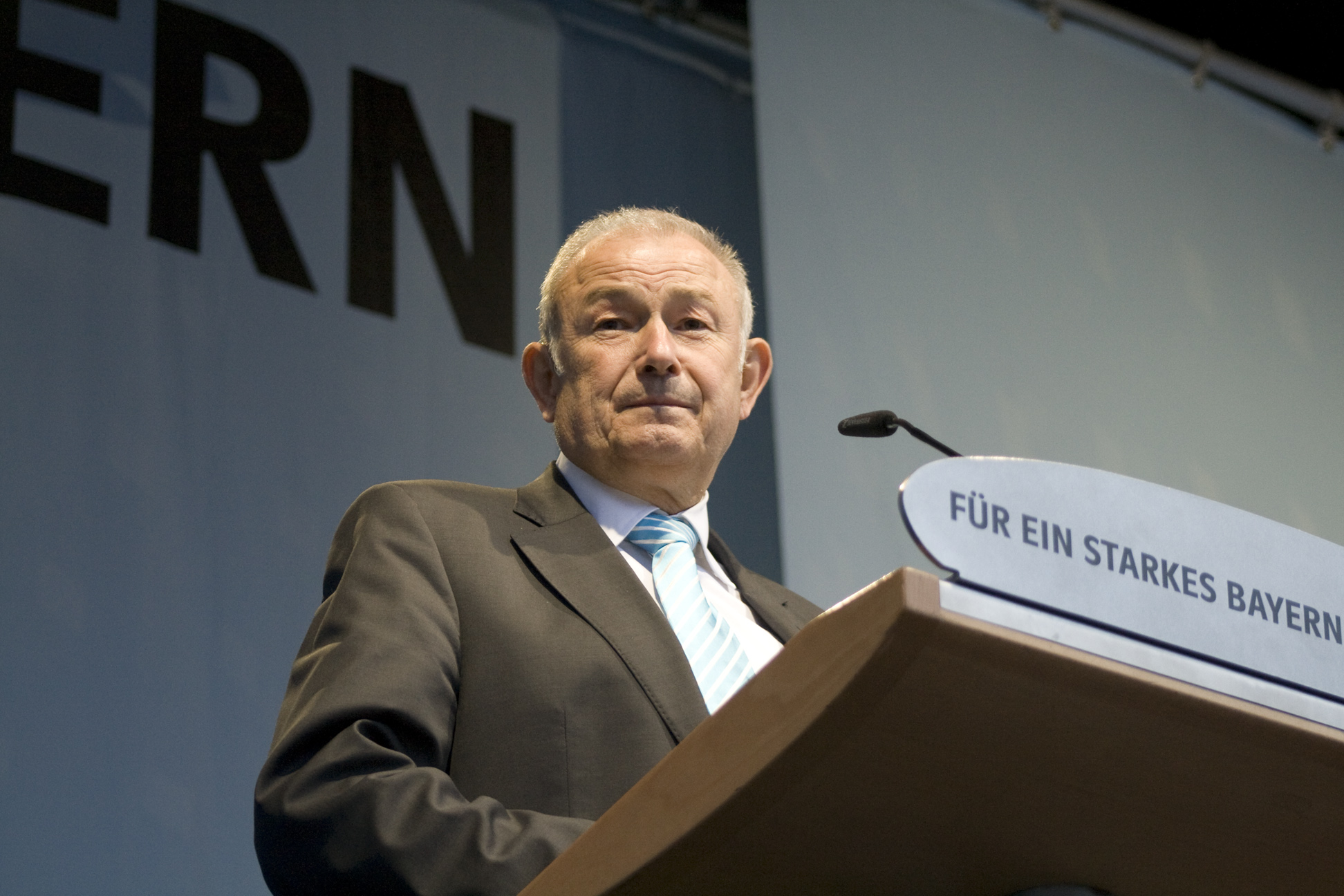
G. Beckstein en campagne pour les élections de 2008.

Il accomplit dix-sept jours plus tard son premier voyage à l'étranger en se rendant au Vatican, auprès du pape Benoît XVI. Il est d'ailleurs à noter qu'il a la particularité d'être un protestant à la tête d'un Land majoritairement de religion catholique.

### La chute historique de 2008
En tant que chef du gouvernement régional, il est désigné par la CSU comme chef de file pour les élections régionales du 28 septembre 2008. Peu charismatique et concurrencé par les Électeurs libres (FW), un groupement politique de citoyens, il mène campagne sur l'éducation et l'énergie. Il arrive en tête du scrutin avec 43,4 % des voix, soit une chute vertigineuse de dix-sept points par rapport au scrutin précédent, tenu en 2003. Ce résultat est le plus mauvais depuis les élections de 1954 et a pour conséquence la perte de la majorité absolue que la CSU détenait depuis 1962 au Landtag. Il tire alors les conséquences de cet échec en renonçant à se succéder comme ministre-président, mais choisit de continuer à siéger comme député régional.